# 西方电子角色扮演游戏史
西方电子角色扮演游戏是指包括美洲和欧洲在内的西方世界开发的電子角色扮演遊戲（RPG），起源于20世纪70年代的大型大学计算机系统，在80年代前中期由創世紀系列和巫术系列游戏推广，并在现代继续在个人电脑和電子遊戲機系统上开发。角色扮演游戏于20世纪80年代中后期进入“黄金时代”，后来由于开发商努力不让自己在硬件更新中掉队，导致游戏开发成本增加，因此在20世纪90年代中期走向低谷。Interplay Productions和暴雪娛樂后来发行的一系列等距角色扮演游戏经历了更长的开发周期，并树立了新的质量标准。
电脑角色扮演游戏（CRPG）再次受到欢迎。BioWare的质量效应系列和贝塞斯达软件的上古卷轴系列为主机系统开发，并发行了多平台版本，而独立开发的游戏经常是个人计算机独占。角色扮演游戏的开发者不断尝试各种画面视角和游戏风格，如即时制和回合制计时系统、轴测投影和第一人称图像投影以及单一角色或多角色派系。游戏子类包括动作角色扮演游戏、Roguelike游戏和戰略角色扮演遊戲。

## 早期美国电脑角色扮演游戏（1970年代中期－1980年代中期）

### 大型计算机（1970年代中期－1980年代前期）

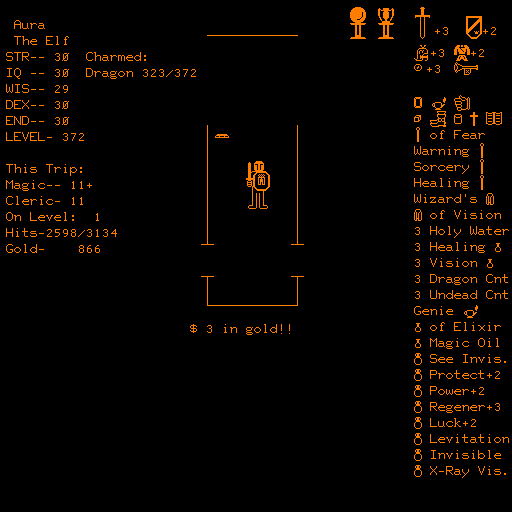
柏拉图大型机系统上《dnd》的简单单色图形。

最早的角色扮演游戏诞生于20世纪70年代中后期，是早期大学大型机中基于文本的角色扮演游戏的分支，在PDP-10、柏拉图（PLATO）和Unix系统上运行。这些游戏包括写于1975年或1976年的《地下城》，诞生于1975年的《pedit5》以及同样写于1975年的《dnd》。这些早期游戏的灵感来自于纸笔角色扮演游戏，尤其是1974年首次出版的《龙与地下城》，以及J·R·R·托爾金所著的《指环王》三部曲。《pedit5》和《dnd》之后的首批图形化电脑角色扮演游戏有以《指环王》中萨鲁曼的塔命名的《欧散克》（orthanc，1978）、《avathar》（1979），后来更名为《avatar》、《oubliette》（1977），以单词“dungeon”的法语命名、《moria》（1975）、《dungeons of degorath》、《baradur》、《emprise》、《bnd》、《sorcery》和《dndworld》。这些游戏都在1970年代后期开发并流行于柏拉图系统，这在很大程度上归功于柏拉图系统的运算速度、快速图形处理以及大量可以访问其全国性终端网络的玩家。柏拉图大型机系统支持多用户并允许他们同时操作，这是当时家庭个人计算机系统通常不具备的功能。随后其他平台上的游戏开始涌现，如TRS-80平台的《Temple of Apshai》，写于1979年，另有两个附加组件；《阿卡拉贝斯：末日世界》（1980），由此诞生了著名的創世紀系列；《巫术》（1981）和《Sword of Fargoal》（1982）。本时代的游戏也受到文字冒险游戏的影响，如《巨洞冒險》（1976）和《魔域》（1976）；早期MUD，《锁子甲》（1971）等桌面战争游戏和《Strat-O-Matic》等体育游戏。
流行的迷宫探索游戏《Rogue》由加利福尼亞大學柏克萊分校的两名学生于1980年开发，运行于Unix系统。它使用了ASCII图形，具备深度的玩法系统和大量随机生成的事物和位置。《Rogue》后来作为自由软件与BSD操作系统共同发行，之后“Roguelike”题材兴起，这种题材的游戏受到前辈作品的启发，模仿原作以及后来的《暗黑破坏神》等游戏的机制。后来的Roguelike游戏包括《安格班德》（1990），《神秘古域》（1993）和《深入地下城之石头汤》（1997）。
这些游戏通常仅支持键盘输入，而且画面很简单，通常为单色。有些游戏，如《Rogue》，通过文本字符表示对象，例如'@'代表主角，'Z'代表僵尸。没有哪款游戏能够展现现代电脑角色扮演游戏所具有的所有特征，如探索地下迷宫，使用武器和物品，“升级”和完成任务，但是在本时期以及下一个时期，可以看到这些特征的演变。

### 《创世纪》和 《巫术》（1980年代前中期）
早期的创世纪系列游戏虽然简化了主机游戏手柄的使用，但系列的许多创新（理查德·加里奥特开发的《创世纪III：出埃及记》尤甚）成为后期个人电脑和主机市场角色扮演游戏的标准。这些想法包括使用平铺图形和基于派系的战斗系统、融合幻想和科幻元素以及时间旅行。游戏的书面叙事是一项创新功能，与当时常见的极简情节相比，它能够传达更多的故事信息。大多数游戏，包括加里奥特自己创作的《阿卡拉贝斯》（Akalabeth），都主要关注基本的游戏机制，例如战斗，而很少关注故事和叙事。
《创世纪III》被许多人认为是第一款现代电脑角色扮演游戏。游戏最初发布于Apple II，后来移植到其他各平台并影响了后来游戏的开发，包括此平台的角色扮演游戏《Excalibur》（1983）和《勇者鬥惡龍》（1986）。
加里奥特在《创世纪IV：圣者传奇》（1985）中引入了骑士精神和行为准则体系，这种体系一直延续到了后来的创世纪游戏中。玩家的圣者解决原教旨主义、种族主义和仇外心理等问题，系统会根据玩家的行为定期进行测试，有时公开进行，有时则暗中进行。这一行为准则是对一些基督徒团体呼吁的部分回应，以减轻《龙与地下城》的日益火爆所带来的负面影响。这种情况一直持续到《创世纪IX: 羽化升天》（1999），游戏涵盖了同情、正义、谦逊和荣誉等一系列美德。这种道德和伦理系统在当时是独一无二的，因为其他电子游戏允许玩家被游戏世界的居民称为“英雄”，不论玩家的行为如何。而在《创世纪IV》中，玩家被迫考虑他们行为的道德后果。根据加里奥特的说法，《创世纪》现在“不仅仅是单纯的逃逸幻想。它提供了一个少有人尝试的世界，这个世界框架具有更深层的意义、细节层次和互动多样性”。“我认为人们可能会完全排斥这个游戏，因为有些玩家只是为了杀，杀，杀。要想在这款游戏中取得成功，你必须从根本上改变以前玩游戏的方式。”
巫术系列首作是在大约同时期的1981年为Apple II平台创作。游戏以3D、第一人称视角、直观的界面、基于派系的战斗系统以及预先构建的关卡为特色，鼓励玩家绘制自己的地图。它允许玩家在降低经验等级的前提下从前作游戏中导入角色，并且加入了道德阵营，限制玩家可以访问的区域。与当时其他角色扮演游戏相比，此系列游戏难度极高，可能是因为游戏以类似难度的纸笔角色扮演游戏为蓝本建模。尤其是《巫术IV》（1986），被认为是有史以来最困难的电脑角色扮演游戏之一。游戏的独特之处在于玩家控制系列首作的反派，试图逃离监狱地牢并在地上世界获得自由。随着时间的推移，创世纪系列的每一作都在演变，而巫术系列则保留并完善了相同的风格和核心机制，只改进了画面和关卡设计。
截至1982年6月，《Temple of Apshai》已售出3万份，《巫术》售出2万4千份，《创世纪》售出2万份。加里奥特甚至与《巫术》的安德鲁·C·格林伯格（Andrew C. Greenberg）讨论过合作“终极幻想角色扮演游戏”。巫术系列首作销量（前三年销量超过20万） 超过了创世纪系列首作，而且得到的评价更好，但随着时间的推移，《创世纪》通过改进技术并让游戏变得更加友好而更受欢迎，而《巫术》则要求新玩家在玩两款续作之前先玩首部作品，难度很高的《巫术IV》卖得很差。
早期PDP-10游戏《DND》的BASIC版本《Telengard》和《Dungeons of Daggorath》都于1982年发行，引入了即时游戏玩法。早期的迷宫探索游戏采用回合制移动，敌人只有在主角团队移动时才会移动。同年发行的《Tunnels of Doom》将探索和战斗分为了不同的画面。《勇者斗恶龙》常常被称为第一款主机平台的角色扮演游戏，不过记者乔·菲尔德（Joe Fielder）列举了早先的《Dragonstomper》

## 黄金时代（1980年代后期－1990年代前期）
魔法门系列在20世纪80年代及之后广受欢迎，首部作品《魔法门I：心灵圣地之谜》在1986年发行于Apple II。系列总共包括十款游戏以及流行的回合制战略系列英雄无敌，最新作于2014年发行。英雄无敌系列综合了复杂的统计数据、大量的武器和法术以及巨大的游戏世界，与创世纪和巫术系列共同成为历史最悠久的电脑角色扮演游戏系列。同样值得注意的是，系列将种族和性别作为游戏玩法的一个重要层面。
Strategic Simulations公司（SSI）开发的“金盒子”系列电脑角色扮演游戏始于1988年，《光芒之池》在Apple II和康懋達64平台发行，是第一部广泛成功的改编自TSR公司《进阶龙与地下城》（Advanced Dungeons & Dragons）许可和规则的官方电子游戏。本系列游戏以第一人称移动和探索为特色，并在战斗时使用头顶战术视角，试图模仿《龙与地下城》的回合制机制。SSI以制作电脑战争游戏而闻名，并建立了本时期该系列游戏的定义。游戏衍生了一系列小说，公司在游戏引擎于1993年结束支持之前继续发行游戏，购买《被遗忘的国度：无限冒险》的用户能够使用金盒子引擎打造并体验自己的冒险历程。后来的游戏由Stormfront Studios开发，他们还制作了多人游戏《无冬之夜》，由金盒子引擎打造，1991至1997年在美国在线上运行。与巫术系列相同，角色可以从另一个游戏导入。
SSI基于原系列发布了许多角色扮演游戏。其中“硬核”角色扮演游戏'《巫师神冠》（1985）推出了金盒子游戏的设计，包括八个角色派系、基于技能的经验系统、高度详细的战斗机制、数十项命令、伤害与流血以及武器间的优缺点。然而，除了购买、销售和杀戮外，游戏并没有在角色扮演或叙事方面提供太多内容。1987年，《永恒之剑》（The Eternal Dagger）推出，游戏类似前者，但删除了一些较复杂的元素。
《冰城传奇》（1985）是Interplay Productions开发的系列热门游戏的开端，其续作由发行商艺电最初在Apple II和康懋达64平台发行。冰城传奇是第一个除巫术系列外，挑战创世纪系列销量的游戏系列。游戏有着丰富多彩的画面，并结合了简洁的界面和简单的规则，是首批进入主流玩家视野的电脑角色扮演游戏系列之一。它衍生了一系列由梅赛德斯·拉基等作家创作的小说，这种事情直到1997年《暗黑破坏神》发行后才再次出现过。该系列允许玩家仔细探索城市，而当时许多游戏将城市缩减为仅有“购买”/“卖出”选项的菜单。1991年发布的一套建筑集允许玩家创建自己的游戏，Interplay在其1988年后启示录式电脑角色扮演游戏《废土》中重新使用了该引擎。
FTL Games开发的雅達利ST游戏《迷宫魔兽》（1987）推出了一些用户界面创新，例如使用鼠标直接操控对象和环境，以及为电脑角色扮演游戏推广鼠标驱动的界面。和同时代的游戏不同，它使用即时第一人称视角，而这在现在的第一人称射击游戏和其他类型的游戏中很常见，如《上古卷轴IV：湮没》。游戏的即时战斗元素类似于活动时间战斗系统（Active Time Battle）。游戏的复杂魔法系统使用符文，这些符文可以按特定顺序组合从而创造魔法咒语。这些顺序在游戏手册中没有详细说明，需要玩家通过反复试验来发现它们。续作于1989年和1993年发行。游戏的第一人称和即时机制被复制在SSI的“黑盒子”系列中，自《魔眼杀机》（1990）开始。《迷宫魔兽》在发行当年售出4万份，成为最畅销的雅達利ST游戏。
由克里斯·罗伯茨设计并由Origin Systems于1988年发行的《时空勇士》（Times of Lore）向美国电脑角色扮演游戏市场引入了主机动作冒险游戏和動作角色扮演遊戲的模式，如薩爾達傳說系列。《时空勇士》和《迷宫魔兽》直接启发了后来几款Origin Systems开发的游戏，包括《邪恶之血》（Bad Blood，1990），《创世纪VI：假先知》（1990）和《创世纪VII》（1992）。《创世纪VI》对创世纪系列模式做了一些重大改动，包括一个恒定规模的开放世界（取代早期创世纪系列的非尺度化世界）以及单击界面。
创世纪系列继续推出了十几款游戏，包括衍生系列创世纪世界（Worlds of Ultima，1990-1991）和地下创世纪（Ultima Underworld，1992-1993）以及多人在线游戏系列网络创世纪（1997）。《地下创世纪：冥河深渊》（1992）为玩家提供了360度全方位的游戏世界观。《创世纪VII：黑月之门》（1992）是系列中第一款即时游戏，并且完全可以使用电脑鼠标游玩。加里奥特后来离开Origin Systems和艺电，在出版商NCsoft旗下组建Destination Games。他参与了NCsoft的许多大型多人在线角色扮演游戏（MMORPG）的开发，包括《天堂》（1998）和《Tabula Rasa》（2007），之后于2009年离职。
《巫术VII》（1992） 据说拥有电脑角色扮演游戏最好的角色職業系统之一。
《英雄传奇》（1992）由雪乐山娱乐制作，以点击式冒险题材而知名，并将电脑角色扮演游戏和冒险游戏机制结合成一种独特的、类型糅合的混合体。该系列游戏包括故事、复杂的谜题和类似街机的战斗系统。五款游戏的最后一部于1998年发行。系列最初被设想为围绕四个主要方位、四个经典元素、四季和四个神话主题建立的四部曲。设计师觉得这个系列的故事线让《黑暗阴影》的难度变得很高，所以加入了第五部《战火焚生录》，进入正统作品系列并重新编号。
《Legends of Valour》（1992）是角色扮演游戏中开放世界、非线性游戏玩法的早期例子。上古卷轴系列受到此作品的影响。
雪乐山的《叛变克朗多》（1993）基于作家雷蒙德·E·费斯特的美凯米亚设定。它具有回合制、半战术战斗系统、基于技能的经验系统以及类似于《迷宫魔兽》的魔法系统，但由于过时的多边形图形而受挫。在开发过程中，制作组经常咨询费斯特，后来他基于游戏撰写了自己的小说《The Riftwar Legacy》。续作《叛变安塔拉》（Betrayal in Antara，1997）重新使用了第一部游戏的引擎，但是由于雪乐山已经失去了克朗多的版权，所以游戏设定在不同的世界观中。《重返克朗多》（1998）使用了新的游戏引擎，重回费斯特的设定。
西木工作室的《大地传说》（1993）系列使用基于故事的角色扮演游戏设计方法。它是当时日式角色扮演游戏风格的“镜像”，色彩鲜艳，画面明快，战斗系统简单（借鉴《迷宫魔兽》）以及具有半线性故事。这些元素与西方角色扮演游戏黑暗、坚韧和以规则为中心的刻板印象形成鲜明对比。

## 衰落（1990年代中期）
20世纪90年代中期，西方角色扮演游戏的开发者没能跟上硬件升级。RPG曾经处于或接近游戏技术的最前沿，但CD-ROM技术推动计算机图形的改进和存储空间的增加，开发者竭力满足这种预期。这导致开发时间一直延长，不太受欢迎的游戏系列走向消亡。游戏记者Scorpia在1994年表示，十年之后，“没有任何一款游戏可以达到或超过”《创世纪IV》。她想知道是否“也许什么都不会发生。我希望情况并非如此，因为那将意味着CRPG已经停滞不前”。《Computer Games》后来写道“在现在九十年代CRPG声名狼藉的平静期，最艰难的迷宫是失败设计的无底洞，最凶猛的野兽是乏味的CRPG发行。”
开发预算和团队规模的增加意味着一个游戏的续作需要经过三年或更长时间开发才能发行，而不像SSI的金盒子系列那样几乎每年都有新作。开发团队的增长增加了软件错误出现的可能性，因为整体代码由各个程序员编写的代码合并而来，而这些程序员分别为不同的团队工作。硬件制造商之间缺乏技术标准，迫使开发者支持每个制造商的产品，否则会有流失玩家的风险。
此外，其他类型的游戏展开竞争。玩家们不再玩角色扮演游戏、空战模拟游戏和冒险游戏，而是选择注重动作的游戏，比如第一人称射击游戏和即时战略游戏。后来的角色扮演游戏受到了动作类游戏的影响，但是面临着大型多人在线角色扮演游戏的新挑战，20世纪90年代末的趋势可能会让玩家远离单人角色扮演游戏。它们还面临来自日本主机角色扮演游戏的竞争，这些游戏在竞争中逐渐占据主导地位，原因包括动作冒险式玩法更加方便、快节奏，而且此类游戏强调叙事和角色互动。

## 北美电脑角色扮演游戏（1990年代后期）

### 《暗黑破坏神》和动作角色扮演游戏
1996年12月31日，在停滞不前的PC角色扮演游戏市场中，暴雪娱乐发布了黑暗幻想主题的角色扮演游戏《暗黑破坏神》。《暗黑破坏神》设定于虚构的庇护之地世界中的坎都拉斯（Khanduras）王国，玩家控制一个孤胆英雄，为了摆脱恐怖之王暗黑破坏神的世界而战斗。游戏开发受到《摩瑞亚》和《Angband》的影响，《暗黑破坏神》类似于roguelike，因为它专注于迷宫探索及其的关卡。主要差异有游戏画面的商业质量、简化的角色开发以及快速即时的动作。《暗黑破坏神》成功的一个因素是它支持在局域网或通过其战网在线服务进行在线协作游戏。尽管面临着作弊的问题，但这大幅度地扩展了它的重玩价值。《暗黑破坏神》虽然不是第一个以即时战斗为特色的角色扮演游戏，但对市场有着显著的影响，这种变化可以从后来其他类型的游戏看出，如动作游戏《毀滅戰士》和《沙丘II 新王朝》。它简单快速的战斗系统和可重玩的特性被许多游戏模仿，这些游戏后来被称为“类暗黑游戏”，更广泛的说法是“動作角色扮演遊戲”。
动作角色扮演游戏通常为每个玩家提供单个角色的即时控制，强调战斗和行动，同时将情节和角色互动保持在最低限度，这个模式被称为“战斗、战利品和升级套路”。升级和杀敌之外的内容成为这些“砍殺”游戏的挑战，因为物品、位置和怪物的数量庞大，使得忽略角色的定制性去设计独特有效的遭遇战变得困难。另一方面，省略技术深度的游戏似乎过于简化。任何一种情况都无法为玩家量身定制，造成重复体验。
探索元素一直是角色扮演游戏难以攻克的问题。传统角色扮演游戏鼓励玩家探索游戏世界的每一个细节，并提供更鲜活的体验，即根据游戏世界或情节的内部逻辑分配非玩家角色（NPC）。动作游戏对玩家的快速位移给出奖励，并且往往会确保沿途不会出现障碍。诸如《质量效应》之类的游戏采取一些措施简化玩家在整个游戏世界中的移动，如指示可以交互的NPC，以及让玩家更容易找到能兑换物品的位置和店主。当以优化玩家体验的名义消除这些障碍时，角色扮演游戏的一些典型特征可能会丢失。
華倫·埃文·史佩特设计的动作角色扮演游戏《杀出重围》（2000）解除了这些限制，游戏通过错综复杂的分层对话选择、深层技能树和手工打造的环境为此问题提供了多种解决方案。通过选择符合玩家角色身份的对话选择，以及智能利用周围环境，玩家面临以性格行事的挑战，从而体会到为每个玩家量身定制的独特体验。根据史佩特的说法，游戏的对话选择受到了主机角色扮演游戏《幻想水滸傳》的启发。
《暗黑破坏神》之后的作品是1997年的资料片《暗黑破壞神：地獄火》和2000年的《暗黑破坏神II》。《暗黑破坏神II》的资料片《暗黑破壞神II：毀滅之王》于2001年发行。《暗黑破坏神》、《暗黑破坏神II》、《暗黑破坏神II：毁灭之王》和《暗黑破坏神II》战略指南共同收录于《暗黑破坏神戰鬥合輯》中，合輯位列2010年NPD集团的十大PC游戏销售榜单中。系列第三部《暗黑破坏神III》于2008年6月28日公布，并于2012年5月15日发行。类暗黑游戏有《Fate》（2005）、《圣域》（2004）、《火炬之光》（2009）、《丁神的诅咒》（2010）和《暗黑之门：伦敦》（2007）。就像前辈游戏《暗黑破坏神》和《Rogue》那样，《火炬之光》、《丁神的诅咒》、《暗黑之门：伦敦》和《Fate》使用程序动态生成新的游戏关卡。

### BioWare和黑岛工作室
Interplay（现称Interplay Entertainment）和一个独立出版商，在20世纪90年代后期通过两个新的开发商黑岛工作室和BioWare制作了多个角色扮演游戏。黑岛发行了具有突破性意义的《辐射》（1997），游戏架空歷史，设定于核浩劫之后的未来美国，让人联想到Interplay早期的《废土》。作为1990年代后期为数不多的不以剑与魔法为设定背景的成功的电子角色扮演游戏之一，《辐射》以其开放式和基本非线性的游戏玩法及任务系统，诙谐幽默以及无处不在的风格和意象感而著称。根据NPC对玩家的反应，玩家可以有许多道德选择来塑造游戏世界，就像早先的创世纪系列那样。《辐射》对于式微后的角色扮演游戏的影响力几乎达到了《创世纪》对于黄金时代的角色扮演游戏的影响力，一些人认为它是首个“现代”电脑角色扮演游戏。1998年，黑岛制作了续作《辐射2》。第三方开发商MicroForté制作了基于辐射系列的战略角色扮演游戏《辐射战略版：钢铁兄弟会》，游戏于2001年由Interplay战略部门东经14度发行。
BioWare的博德之门系列同样重要，是自金盒子时代以来最重要的龙与地下城设定系列。此系列游戏创造了最准确和深入的《龙与地下城》模拟，并且在合作模式下支持多达六名玩家。《博德之门》（1998）提供了一个史诗般的故事，包含NPC追随者和书面对话，并继续通过游戏和两个资料片延续。不久后，黑岛制作了一部更加注重战斗的作品系列《冰风谷》。
备受好评的龙与地下城式游戏《异域镇魂曲》由黑岛开发并于1999年由Interplay发行，以其神秘及富有艺术性的气息和宏大的剧本而闻名。Interplay的《辐射》、《异域镇魂曲》以及《博德之门》尤甚，被业界认为是有史以来最优秀的角色扮演游戏。
| “                                      | 我认为《辐射》的成功有几个原因。它给了你巨大的自由，让你在任何你选定的地方漫游。这种自由——接受你想要的任务，然后根据选择解决它们——是角色扮演游戏向来就应该做的事。 | ” |
| ——克里斯·埃夫利隆，《辐射2》共同设计师 | |   |

黑岛在这段时期开发的游戏经常使用同一引擎以减少开发时间和成本，并且大多数都采用基于轴测投影的第三人称界面。除了两款辐射系列游戏外，他们的游戏使用了多种版本的无限引擎，那是BioWare为《博德之门》开发的引擎。Interplay的倒闭致使黑岛工作室关门以及辐射和博德之门两个系列的第三部作品加上原创游戏《Torn》的取消。后来他们分别根据两个系列发行了三款仅限主机平台的动作角色扮演游戏：《博德之门：黑暗联盟》（2001）、《博德之门：黑暗联盟II》（2004）和《辐射：钢铁兄弟会》（2004）。《狮心王：十字军的遗产》（2003）是Interplay看似走向倒闭之前发布的最后一批电脑角色扮演游戏之一，由Reflexive Entertainment开发，业界评价不佳，特色是使用《辐射》中引入的SPECIAL系统。

## 复苏（2000年代至今）
新世纪出现了越来越多的多平台游戏。随着3D游戏引擎的出现以及画面质量的不断提高，游戏世界逐步变得细化和逼真。
BioWare制作了雅达利平台的《无冬之夜》（2002），这是第一个融合第三版《龙与地下城》规则与3D显示的电脑角色扮演游戏，玩家可以改变游戏视角和距离。游戏发行时附带的极光工具集可以用于生成新的游戏内容，玩家可以分享他们的模块，并与好友在线合作。开发过程部分基于《网络创世纪》的体验，其目标之一是重现纸笔角色扮演游戏的体验，包括人类地下城主。《无冬之夜》在商业上非常成功，衍生出了三个官方资料片和由Obsidian Entertainment开发的续作。BioWare后来开发了广受好评的《星際大戰：舊共和國武士》，将D20規則与星際大戰系列结合在一起，以及原创作品《翡翠帝国》（2005）、质量效应系列（2007–2012）和龙腾世纪系列（2009–2014），这些游戏均针对多个平台发行。随《质量效应》和《龙腾世纪》出现的是Bioware的保存导入系统，前作游戏中的决策会影响续作游戏中的故事。
在《辐射2》开发期间，黑岛的一些主要成员因对开发团队结构存在分歧，离开工作室组建了Troika Games。新工作室首个原创作品是《奥秘：蒸汽与魔法》（2001），一个非线性、带有幻想元素的蒸汽朋克主题的角色扮演游戏。一些《奥秘》设计师曾参与《辐射》制作，这两款游戏有着共同的美学设计、讽刺感和幽默感。《奥秘》之后是《灰鹰：邪恶元素之神殿》（2003），基于《龙与地下城》3.5版的规则并设定在“灰鷹”世界中。再之后是《吸血鬼之避世–血族》（2004），改编自White Wolf的《吸血鬼之避世》。三款游戏都得到了正面评价，其中《奥秘》更出现了邪典追捧，但因出货时出现大量错误而受到批评。Troika被评价为“想法伟大，然测试从来不足”，到2005年，工作室陷入财务困境，再也无法为下一部游戏提供资金。大多数开发人员去了其他工作室。
黑岛倒闭时，几位员工组建了黑曜石娱乐，他们发行了《星球大战旧共和国武士II：西斯领主》（2005）——BioWare大获成功的《星球大战：旧共和国武士》的续作。黑曜石后来制作了另一款BioWare游戏的续作——《无冬之夜2》——于2006年万圣节发布，基于3.5版《龙与地下城》规则集。随后黑曜石在2007和2008年发行了两个资料片和一个“冒险包”。黑曜石娱乐于2006年开始开发基于異形系列电影的角色扮演游戏，但后来取消开发，同时取消的还有原创游戏《七个小矮人》（Seven Dwarves）。黑曜石最新的角色扮演游戏是多平台现代间谍惊悚游戏《阿尔法协议》（2010）以及《辐射：新维加斯》（2010）。公司于2011年6月17日发行了《末日危城3》。
德国开发商Piranha Bytes的哥特王朝系列始于2001年，因其游戏角色的复杂互动和迷人的画面而受到称赞，但因困难的操作方式和高系统需求而受到批评。第三部游戏值得注意的特色是“大量的任务”、奖励探索和易上手的战斗，但其高系统需求、未完成的感觉和“残暴”的配音也受到关注。Piranha Bytes于2007年与出版商JoWood Productions分道扬镳，由于两家公司的合约，JoWooD保留了一些《哥特王朝》游戏的版权，以及在该商标下发行游戏的权利。Piranha Bytes后来与出版商Deep Silver合作推出《崛起》。2010年，JoWood发行第四部作品，哥特王朝系列的“非正统”作品，这次由开发商Spellbound Entertainment制作。《崛起II》（Risen II）发行后，哥特王朝系列的版权可能回归Piranha Bytes。

### 贝塞斯达
1994年，贝塞斯达软件于《上古卷轴》系列开启角色扮演游戏开发之路。《上古卷轴II：匕首雨》（1996）以3D第一人称角色扮演游戏而知名。该系列引起了人们对沙盒玩法的关注，它为玩家提供了与游戏主线故事无关的自由漫游活动选择。上古卷轴系列被视为是当时主导电脑角色扮演游戏的“高度线性、基于故事的游戏”类型的替代品，系列的游戏自由度激发了与《俠盜獵車手III》的对比。根据托德·霍华德的说法，“我认为（《匕首雨》）是一种人们可以把自己“投射”于其中的游戏。它做了很多事情并且允许这么多的游戏风格，人们可以轻易想象出他们想要在游戏中扮演什么样的人。”
随着Xbox和PC平台《上古卷轴III：晨风》（2002）的发行，该系列的人气暴涨。《晨风》因其开放式玩法、丰富细致的游戏世界以及角色创建和提升的灵活性而成为一个成功且屡获殊荣的角色扮演游戏。两个资料片《审判席》和《血月》分别于2002年和2003年发行。登陆Xbox 360、PlayStation 3和PC平台的《上古卷轴IV：湮没》（2006）是一部大幅增强的续作，其中包括NPC行为的剧本化、画面的显著改进以及首次涉足微交易，微交易是西方角色扮演游戏制造商最近的一个趋势。另有两部资料片《战栗孤岛》和《九骑士》和几个较小的可下载内容包发行。《湮没》的直接续作《上古卷轴V：天际》于2011年11月11日发行并获一致好评，并且仍然是迄今为止最成功、最受好评的角色扮演游戏（或往大处说是电子游戏）之一。
Interplay决定放弃《辐射3》计划，贝塞斯达随后收购辐射系列品牌，此事在系列粉丝社区中引发了复杂的情绪。贝塞斯达于2008年10月28日在北美发行《辐射3》，获得了一致好评并掀起热潮，游戏后来发行了五个“内容包”。由黑曜石娱乐创作的续作《辐射：新维加斯》使用与《辐射3》相同的引擎，于2010年发行，获得普遍好评。

### 电子游戏机和多平台游戏
在角色扮演游戏发展的早期阶段，多平台发行很常见，但20世纪90年代有一段时间，通常情况并非如此。第六代家用游戏机使许多游戏开发者恢复了这种做法，有些人选择主要或专为游戏机开发。Xbox和DirectX技术的组合特别流行，因为两个系统拥有相似的架构和通用的编程工具集。多媒体和美术资源可以在多平台之间轻松转移，现在它们占开发预算的比例比过去大。
这影响了几个主要的PC角色扮演游戏的发行，主要是由于与微软交易的平臺獨占发行。BioWare的《星球大战：旧共和国武士》主要针对Xbox开发，在几个月后移植到PC上。他们的原创IP《翡翠帝国》（2005）也是Xbox独占，直到2007的《翡翠帝国-特别版》（包括奖励内容）才发行Windows版本。黑曜石的《旧共和国武士》续作于2004年12月发行Xbox版本，随后于2005年2月发行PC版。Lionhead Studios的《神鬼寓言》（2004）于2005年以白金版重新发行，其中包括PC版本。
上述许多游戏的续作也是为下一代系统开发的，包括Lionhead的《神鬼寓言II》（2008）和《神鬼寓言III》（2010）。辐射和博德之门系列PC角色扮演游戏很好地衍生了主机版本，PS2和Xbox上“暗黑”风格的动作游戏随着他们各自PC版的发行而结束更新。贝塞斯达的《湮没》同时发行主机和PC版，但被认为主要针对Xbox 360和PlayStation 3开发。BioWare继续为Xbox 360推出独占角色扮演游戏，如《质量效应》（2007）和《质量效应2》（2010），并于2009年开始发行多平台游戏系列龙腾世纪。
由于让游戏适应另一套接口和控制系统需要做出让步，以及吸引广大玩家的需要，将关注重心从PC平台转移到主机系统的做法受到批评。开发者乔希·索耶对备受瞩目的电脑独占角色扮演游戏的衰落感到遗憾，并称Troika Games的崩溃意味着除了Spiderweb Software等小公司外，“纯粹电脑角色扮演游戏开发者的消失”。根据马特巴顿（Matt Barton）的说法，“现代的成功电脑角色扮演游戏似乎更像是动作冒险游戏或第一人称射击游戏，而不是Origin发行的内容。”其他批评包括越来越重视视频质量和画外音，及其对开发预算的影响，以及所提供的对话的数量和质量。
经历20世纪90年代中期的没落后，BioWare被认为是西方角色扮演游戏的“救世主”，但其著名的质量效应系列现在摆脱了小说般的写作风格，以及西方角色扮演游戏的其他惯例，转而支持日本主机角色扮演游戏和其他电子游戏类型的电影化风格和简化动作。另一方面，BioWare的成功归功于成功地“将西方机制与日式风格的角色交互结合起来”。
在20世纪80年代和90年代存在的《龙与地下城》的核心影响下，已经发生了更多微妙的转变。游戏最初与系统的基本机制密切相关，如掷骰和回合制战术，但现在正朝着即时模式、简化机制和基于技能的界面方向发展。《龙与地下城》本身正在脱离其根源，因为第4版规则已被比作《魔兽世界》和《火焰之纹章》等角色扮演游戏。即使一些非角色扮演游戏采用角色扮演元素，开发商和出版商也担心“角色扮演游戏”一词可能会疏远非角色扮演游戏的玩家。
多平台开发有利可图，但很困难。对一个平台架构所需的优化转移到其他架构上未必可行。与竞争对手相比，Sega Genesis和PlayStation 3等个别平台被认为难以开发，开发人员尚未完全习惯于多核处理器和超线程等新技术。多平台版本越来越普遍，但各版本在多个平台上的差异并非都可以仅通过硬件完全解释，并且仍有某平台独占的游戏系列。面向手持设备和移动系统等新平台的开发人员无需面临2000万美元的预算压力以及出版商营销专家的审查。

### 独立游戏和欧洲游戏工作室

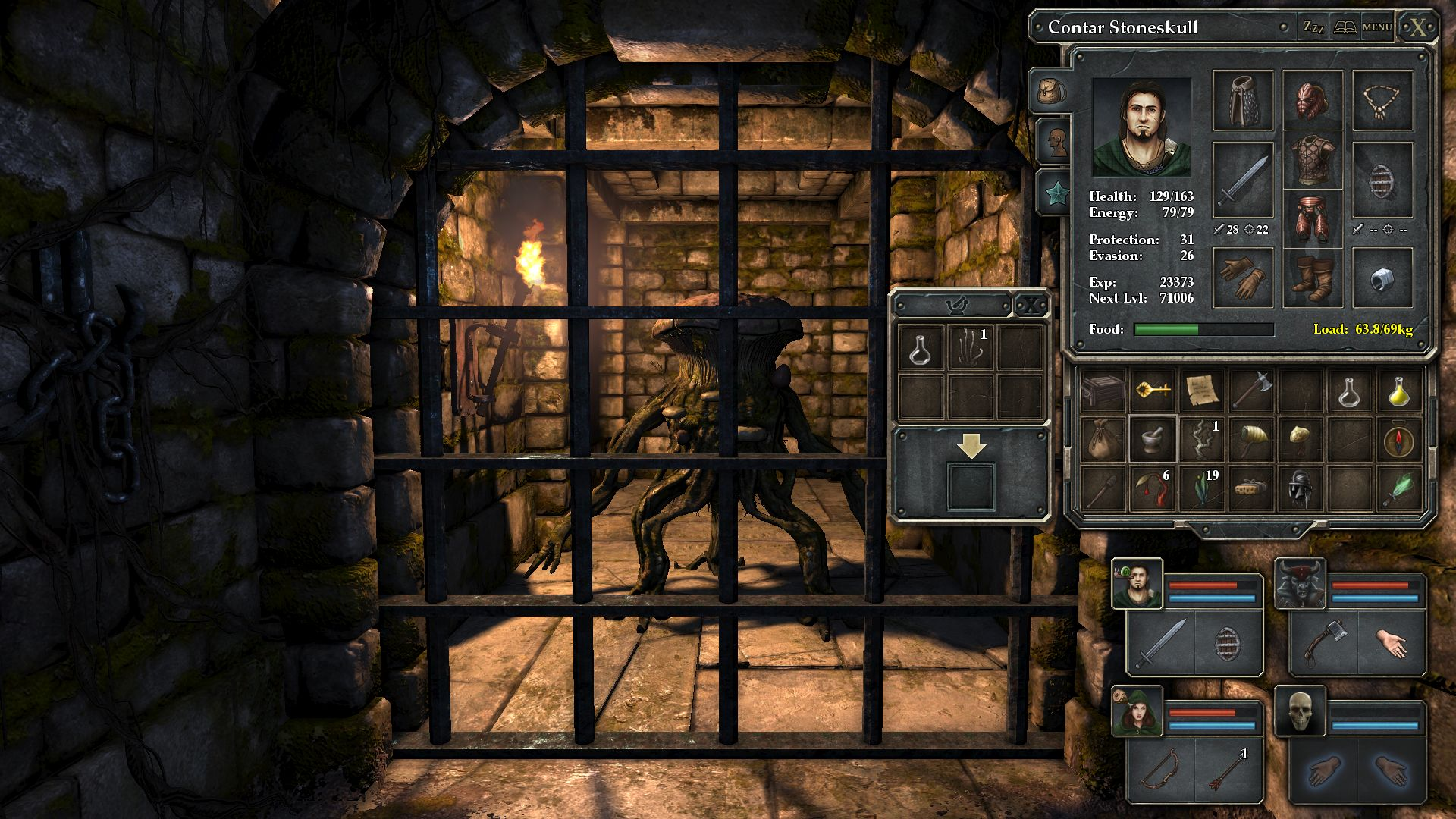
《Legend of Grimrock》的游戏截图，一个即时的，第一人称视角，基于区块的迷宫探索游戏，具有《迷宫魔兽》的风格。

制作现代电子游戏所需的技术复杂性和玩家的高期望使得独立开发者难以从内心深处打动观众，达到具有大量预算和开发团队的大型游戏开发商能够达到的程度，但创新和质量并不一定因此受到阻碍。欧洲，特别是德国，仍然更容易接受PC独占，而且一般来说，容易接受旧式更“硬核”的设计决策。与电影行业一样，主流出版商和市场营销部门坚持老套路，认为新点子和概念可能不可行或过于激进，独立电子游戏在促成这些想法的实现方面发挥着至关重要的作用。有许多例子表明，从未获得公司决策者批准的电影在经济上取得了成功，或成为电影业的标杆。独立电子游戏开发商有更多的开发时间和精力，而大型企业则受到配音和高级图形的费用和期望的限制。独立开发商可以成功地专注于利基市场。
新的千禧年出现了一些独立发行的PC角色扮演游戏，以及西欧和更远的东欧开发的一些电脑角色扮演游戏，这使得一些人称近年来东欧成为角色扮演游戏发展的温床。独立制作的角色扮演游戏的例子包括Spiderweb Software的Geneforge系列（2001–2009）和Avernum系列（2000–2010）、Zero Sum Software的《Pyrrhic Tales: Prelude to Darkness》（2002）、Basilisk Games的《阿斯卡隆：第一章》（Eschalon: Book I，2007）和《阿斯卡隆：第二章》（Eschalon: Book II，2010）、Soldak Entertainment的《Depths of Peril》（2007）和《丁神的诅咒》（2010）、《圣杯骑士》（Knights of the Chalice，2009）。东欧和中欧角色扮演游戏的例子有比利时开发商拉瑞安工作室的神界系列，开始于《神界》（2002）；俄罗斯开发商Nival Interactive的战术角色扮演游戏系列，开始于《寂静风暴》（2003）；德国开发商Ascaron的动作角色扮演游戏系列圣域，开始于《圣域》（2004）；波兰开发商CD Projekt Red的巫师系列，开始于《巫师》（2007）；波兰开发商Reality Pump的《两个世界》（2007）和《两个世界II》（2010）。混合角色扮演游戏包括俄罗斯开发商Elemental Games的多类型游戏《太空游侠》（2002）和《太空游侠2：统治者》（2004），乌克兰开发商GSC Game World的混合角色扮演和第一人称射击元素的《浩劫殺陣：車諾比之影》（2007）和土耳其开发商TaleWorlds的混合角色扮演和中世纪作战模拟器的游戏系列，始于《騎馬與砍殺》（2008）。
芬兰独立开发工作室Almost Human于2012年发行了《魔岩山传说》，灵感来自《迷宫魔兽》。游戏重新启动了长期废弃的基于瓷砖的迷宫探索子类型，取得商业上的成功，并在2012年4月达到了Steam的“畅销排行榜”之首。存在这样的例子：开发者离开大型工作室成立自己的独立开发公司。例如，2009年两名开发者离开了黑曜石组建DoubleBear Productions，并开始使用Iron Tower Studios的《堕落年代》（The Age of Decadence）游戏引擎开发后启示录背景的僵尸角色扮演游戏《死亡国度》（Dead State）。2012年，三名员工离开BioWare，组建了Stoic Studio并开发了战术角色扮演游戏《旗帜的传说》（2014）及其续作。《死亡国度》和《旗帜的传说》都通过众筹网站Kickstarter得到了公众的支持，这是近期独立游戏开发的趋势。

## 脚注
1. ↑  Pedit5后来被删除并再无历史记载。[1]
2. ↑  注意小写字母，因为柏拉图大型机的文件系统不区分大小写。
3. ↑  《Chainmail》是第一版《龙与地下城》的官方战斗手册。[11]
4. ↑  某些游戏，如《avatar》、《moria》和《oubliette》使用第一人称视角，而其他作品，如《欧散克》和《Rogue》，则采用带分支通道的俯视图，常让人联想到桌面角色扮演游戏。[5]
5. ↑  其中一些元素受到 《巫术》的启发，尤其是派系系统。[18]
6. ↑  多个游戏受此影响，破坏了原本可能令人印象深刻的作品。[57]
7. ↑  例如《博德之门》的类魔兽界面和《上古卷轴》的第一人称视角。[53]
8. ↑  《暗黑破坏神》最初被认为是一种回合制游戏，更像是它的roguelike祖先。在同一压力下的其他系列，如创世纪，也大约在这个时候放弃了角色扮演游戏的“核心原则”（掷骰子、回合制战斗、多角色派系），转而采用即时动作。[61]
9. ↑  对于BioWare的《质量效应》（2007）及其续作等游戏是否归为动作角色扮演游戏而不是更传统的角色扮演游戏存在争议，尽管续作更多地向动作游戏方向发展[64][67]，或者由于大量的精简，它们从根本上是否可以被归类为角色扮演游戏。[68][69]
10. ↑  《暗黑之门：伦敦》由暴雪前员工领导的团队开发，团队中一些员工参与了《暗黑破坏神》系列的创作。[63][74]
11. ↑  分别为《辐射：钢铁兄弟会》（2004）和《博德之门：黑暗联盟（英语：Baldur's Gate：Dark Alliance）》 (2001）。
12. ↑  例子有《质量效应2》库存系统的缺乏和《阿尔法协议》的对话效果系统。[132]
13. ↑  例如，虽然纸笔角色扮演游戏之前会影响他们的电子游戏对手，但现在似乎正在发生相反的情况。[132]
14. ↑  相反，它们通常可归因于开发人员是否愿意支持发挥平台全部潜力所需的优化。[93]
15. ↑  虽然微软的XNA平台和GarageGames的Torque（英语：Torque (game engine)）引擎等托管开发环境可以减轻开发者负担。[135][136]
16. ↑  俄罗斯也恰好是欧洲最大的电子游戏市场[137]，虽然该国在电子游戏总销售额方面落后于英国和德国。[138]
17. ↑  “Kickstarted”角色扮演游戏的其他例子包括《废土2（英语：Wasteland 2）》（2014）和《暗影狂奔 归来（英语：Shadowrun Returns）》（2013）。